# Vogelkophonungsfågel
Vogelkophonungsfågel (Melidectes leucostephes) är en fågel i familjen honungsfåglar inom ordningen tättingar.

## Utbredning och systematik
Fågeln förekommer på västra Nya Guinea (Tamrau, Arfak, Fakfak och Kumawaberget). Den behandlas som monotypisk, det vill säga att den inte delas in i några underarter.

## Status
IUCN kategoriserar arten som livskraftig.